# Салвадор
Салвадор (шп. El Salvador), званично Република Салвадор (шп. República de El Salvador), најмања је и најгушће насељена држава Средње Америке на обали Пацифика. Главни и највећи град је Сан Салвадор. Земљиште је углавном планинско са активним, угашеним вулканима. Највиши је Санта Ана 2.381 м на планинском венцу који се дуж државе пружа у правцу запад-исток. Северно од њега је долина реке Лемпе а на југу узана приморска равница. Клима је тропска, природно влажна, на висинама до 800 mm веома топла, на планинама умерена и свежа. Годишња количина падавина је између 1.500–2.000 mm. Природна вегетација је углавном замењена плантажама кафе. Највиши врх је на вулкану Санта Ана 2.836 м. Салвадор се граничи са Гватемалом на западу и Хондурасом на северу и истоку. Према попису из 2009. у Салвадору живи око 5.744.113 становника, углавном Местика. Само око 20 људи говори једини преживели аутохтони домородачки језик пипил, а нешто миграната из Гватемале говори поквомам мајански. Колон је био државна валута од 1892. до 2001. године када је уведен амерички долар.

## Етимологија
Конкистадор Педро де Алварадо назвао је нову провинцију по Исусу Христу - San Salvador (прев. Свети Спаситељ). Име територије, укључујући провинцију Сан Мигел, касније је проширено на Provincia De Nuestro Señor Jesus Cristo, El Salvador Del Mundo (прев. Провинција нашег Господа Исуса Христа, Спаситеља света), скраћено на Република Салвадор, или Салвадор, током периода након Савезне Републике, а потом се настанио као Салвадор.

## Географија

### Положај
Салвадор се налази на средњоамеричкој превлаци између 13. и 15. степена СГШ и 87. и 91. степена ЗГД. Са површином од 21.040 km² најмања је земља у континенталном делу Америке. Рељеф Салвадора карактеришу два паралелна планинска венца, средишња висораван између њих, и узани приобални појас. Граница према Гватемали је дуга 203 а према Хондурасу 343 km. Салвадор је једина средњоамеричка земља која нема излаз на Карипско море; дужина пацифичке обале је 191 km.

### Геологија и рељеф
Највиша тачка је Серо ел питал (шп. Cerro El Pital), на граници са Хондурасом, висине 2.730 m.
Салвадор су током историје често погађали разорни земљотреси и вулканске ерупције. Главни град, Сан Салвадор, био је потпуно уништен након потреса 1756. и 1854. а велика оштећења претрпео је 1919, 1982. и 1986. године. Постоји више од двадесет вулкана, а само два, Сан Мигел и Изалко, активна су последњих година. Од почетка 19. до половина 20. века због честих ерупција вулкан Изалко добио је надимак „светионик Пацифика“.
Салвадор је, заједно са остатком Централне Америке, једно од сеизмолошки најактивнијих подручја на  Земљи, смештено на врху три велике тектонске плоче које чине Земљину површину. Кретање ових плоча узрокује земљотрес и вулканске активности на том подручју.
Већи део Централне Америке и карипског басена почива на релативно непомичној карипској плочи. Подно Тихог океана, међутим, носи се према североистоку основним кретањем плоче Кокос. Материјал океанског дна углавном је сачињен од базалта, који је релативно густ; када се судари са светлијим гранитним стенама Централне Америке, дно океана се спушта под копнену масу, стварајући дубоки Средњоамерички ров који лежи уз обалу Салвадора.
Субдукција Кокосове плоче објашњава учесталост земљотреса у близини обале. Како се стене које чине океанско дно силом спуштају, топе се, а растопљени материјал се излива кроз слабости у површинској стени, стварајући вулкане и гејзире.

### Воде
Салвадор има више од триста река, од којих је најзначајнија Лемпа. Ова река извире у Гватемали, пресеца северни планински венац, тече дуж средишње висоравни, и на крају пресеца вулкански венац на југу и отиче у Тихи океан. Једина је пловна река у Салвадору, а њен слив заузима готово половину површине земље.
Остале реке су веома кратке и одводњавају се у Тихом океану, међу значајније спадају Гоаскоран, Хибоа, Торола, Паз и Рио Гранде де Сан Мигел.
У Салвадору постоји кратерских језера од којих су најзначајнија Илопанго и Коатепек. Језеро Гвиха је највеће природно језеро у земљи. Изградњом брана на реци Лемпи створено је неколико вештачких језера, међу којима је највеће Ембалсе Серон Гранде (шп. Embalse Cerrón Grande) површине 135 km². Области под водом заузимају 320 km² територије земље.

### Клима
Салвадор има тропску климу са веома израженим сувим и влажним периодима. Температуре варирају првенствено са променом надморске висине и показују мале промене током године. Пацифичку низију карактерише веома топло време; средишња висораван и планинска област имају умеренију температуру. Кишна сезона траје од маја до октобра; ово доба године је познато као invierno или зима. Скоро све падавине се излучују у овом периоду.
На појаву падавина у овом периоду утиче циклонално поље које се формира изнад Пацифика. Урагани који погађају Салвадор стварају се углавном на Пацифику, с тим да је ураган Мич дошао са Атлантика.
Од новембра до априла, североисточни пасати знатно утичу на временске прилике. Ово доба године назива се verano, или лето. Током ових месеци ваздух који долази са Кариба губи већину влаге током преласка планина у Хондурасу. Када стигне у Салвадор ваздух је сув, врео, и магловит, а земља је изложена врелом времену, изузимајући северни планински венац где је температура ниска. На крајњем североистоку земље код врха Серо ел питал, снег пада током целе године.

### Флора и фауна
Процењује се да у Салвадору постоји 500 врста птица, 1.000 врста лептира, 400 врста орхидеја, 800 врста дрвећа и 800 врста морских риба.
На свету постоји осам врста морских корњача; шест их се гнезди на обалама Централне Америке, а четири се настањују на салвадорској обали: кожаста корњача, јастреб корњача, зелена морска корњача и маслинаста корњача. Соко је критично угрожен.
Недавни напори на очувању пружају наду у будућност биолошке разноликости земље. Влада је 1997. године основала Министарство животне средине и природних ресурса. Општи оквирни закон о животној средини одобрила је Народна скупштина 1999. Неколико невладиних организација ради на заштити неких од најважнијих шумских подручја у земљи. Међу њима је најважнија SalvaNatura, која управља El Impossible-ом највећим националним парком у земљи према споразуму са еколошким властима Салвадора.

### Природне катастрофе
Положај Салвадора на Тихом океану такође га подвргава тешким временским условима, укључујући јаке кишне олује и јаку сушу, који Ел Нињо и Ла Ниња могу учинити екстремнијим. На Тихом океану повремено се стварају урагани, уз изузетак урагана Мич, који се формирао у Атлантику и прешао Средњу Америку.
У лето 2001. јака суша уништила је 80% усева Салвадора, узрокујући глад на селу. 4. октобра 2005. јаке кише резултирале су опасним поплавама и клизиштима, што је проузроковало најмање 50 смртних случајева.

#### Земљотреси и вулканска активност
Салвадор лежи дуж Тихог ватреног прстена и стога је подложан значајној тектонској активности, укључујући честе земљотресе и вулканске активности. Главни град Сан Салвадор је уништен 1756. и 1854. године, а претрпео је велику штету у потресима 1919., 1982. и 1986. године. Новији примери укључују земљотрес 13. јануара 2001. године који је био јачине 7,7 степени по Рихтеровој скали и проузроковао је клизиште које је усмртило више од 800 људи; и још један земљотрес само месец дана касније, 13. фебруара 2001. године, који је усмртио 255 људи и оштетио око 20% станова нације. Земљотрес снаге 5,7 Мв 1986. године резултирао је са 1.500 смртних случајева, 10.000 повређених и 100.000 људи који су остали без домова.
Салвадор има преко двадесет вулкана; два од њих, Сан Мигел и Изалко, активни су последњих година. Од почетка 19. века до средине 1950-их, Изалко је избијао са правилношћу која му је донела име „Светионик Тихог океана“. Његове блиставе бакље биле су јасно видљиве на великим даљинама на мору, а ноћу га је ужарена лава претворила у блиставо блистав конус. Најновија деструктивна вулканска ерупција догодила се 1. октобра 2005. године, када је вулкан Санта Ана избацио облак пепела, врућег блата и стена који су пали на оближња села и проузроковали две смрти. Најтежа ерупција вулкана на овом подручју догодила се у 5. веку нове ере, када је вулкан Илопанго еруптирао производећи широко распрострањене пирокластичне токове и разарајући градове Маја.

## Историја

### Преколумбовско раздобље
Најстарију домородачку цивилизацију на подручју Салвадора основали су припадници народа Ленка на истоку Салвадора. Након њих појавили су се Олмеци који су нестали оставивши монументалне архитектонске споменику у виду пирамида на западу Салвадора. Маје су се настаниле такође на западу Салвадора али су биле присиљене да се иселе након ерупције супервулкана Илопанго.
Неколико векова касније са подручја данашњег Мексика овде долазе припадници народа Пипил, говорници науа језика. Они су били последњи домородачки народ који је населио Салвадор. Ову област су назвали Кускатан, реч из језика пипил која означава место драгоцених драгуља, хиспанизовано Кускатлан. Данашњи становници Салвадора се називају Салвадорцима, док израз Кускатлеко (шп. Cuzcatleco) означава особу салвадорског порекла.

### Долазак Европљана
Иако је до 1521. епидемија великих богиња драстично смањила број становника средње Америке у Кускатлану још увек није достигла пандемијске размере. Прву забележена посета Шпанаца подручју данашњег Салвадора била је експедиција предвођена шпанским адмиралом Андресом Нињом, која се 31. маја 1522. искрцала на острву Меангера у заливу Фонсека. Ово острво је Нињо назвао Петронила. Након тога, открио је залив Хилиско на ушћу реке Лемпа. Први домороци који су се сусрели са Шпанцима биле су Ленке у источном Салвадору.

#### Освајање Кускатлана
Након учествовања у освајању Мексика, шпански конкистадори су 1524, предвођени Педром де Алварадом и његовим братом Гонзалом, прешли реку Паз са подручја данашње Гватемале и дошли на територију данашњег Салвадора. Шпанци су били разочарани открићем да домороци немају злато или драгуље као оне које су пронашли у Гватемали или у Мексику али су препознали богатство вулканског земљишта.
Дошавши до границе Кускатланског краљевства Педро де Алварадо је уочио да су цивили евакуисани. Кускатлански борци су се склонили у приобални град Акахутла где су чекали Педра де Алварада и његове снаге. Алварадо им се обратио, уверен да ће исход бити као у Мексику и Гватемали где их је домородачко становништво сматрало боговима, сматрајући да ће лако поразити домородачке борце јер су његови мексички савезници говорили сличним језиком као и Пипили у Кускатлану.
Домородачки народи данашњег Салвадора нису Шпанце гледали као богове, него као стране освајаче. Педро де Алварадо је приметио да су кускатланске снаге бројније у односу на његову војску сачињену од Шпанаца и мексичких домородаца. Шпанци су решили да се повуку али их је кускатлечка армија напала.
Обе војске су претрпеле велике губитке, Педро де Алварадо је рањен и морао је да се повуче. Изгубио је велики број сабораца, нарочито међу помоћним мексичким одредима. Након што се његова војска прегруписала, Педро де Алварадо је одлучио да крене га главном граду Кускатлана и поново се сукобио са Кускатлецима. Рањен, онеспособљен и кријући се на литицама, Педро де Алварадо је послао Шпанце на коњима да приђу Кускатлецима и да виде да ли ће се уплашити коња, међутим, домороци се нису повукли.
Кускатлеци су поново напали, а овом приликом су отели оружје од Шпанаца. Педро де Алварадо се повукао и послао је гласнике из редова мексичких домородаца да преговарају са кускатлечким ратницима. Преко њих им је поручио да врате украдено оружје и да се предају шпанском краљу, на шта су Кускатлеци одговорили „да ако жели своје оружје, нека дође по њега“. Како су дани пролазили, Педро де Алварадо је, плашећи се заседе, послао још мексичких домородаца да преговарају али се они никада нису вратили. Претпоставља се да су ликвидирани.
Домороци, укључујући Пипиле и њихове суседе говорнике мајанских језика, снажно су се одупрли настојањима Шпанаца да их покоре. Поразили су Шпанце и њихове преостале домородачке савезнике из редова Тлакскала, натеравши их да се повуку у Гватемалу. Након рањавања Алварадо се повукао а свог брата Гонзала поставио је на чело похода.
Следеће две експедиције (прва 1525, након које је уследила једна мања група 1528) успоставиле су шпанску власт над Пипилима, чему је помогло и слабљење Пипила због епидемије малих богиња. Године 1525. довршено је освајање Кускатлана и основан је град Сан Салвадор.
Предвођени још једним истраживачем и конкистадором Луисом де Москосом Алварадом, нећаком Педра де Алварада, Шпанци су 1526. основали град Сан Мигел. Према усменим предањима принцеза престолонаследница Анту Силан Улап I организовала је отпор конкистадорима. У краљевству Ленка подигнута је узбуна због Москосове инвазије па је Анту Силан ишла од села до села, уједињујући све Леначке градове на подручју данашњег Салвадора и Хондураса за борбу против Шпанаца. Захваљујући препадима и бројчаној надмоћи успели су да истерају Шпанце из Сан Мигела и да униште утврђење.
Десет година су Ленке спречавале Шпанце да изграде трајну насеобину све док се Шпанци нису вратили са бројнијом војском, укључујући и око две хиљаде присилно регрутованих домородаца из Гватемале.
Анту Силан Улап је на крају препустила вођење отпора Лемпири (познатом и као Емпира). Лемпира је пре него што је погинуо у борби, предводио хиљаде леначких ратника током шест година на подручју данашњег Салвадора и Хондураса. Преостали леначки борци су се након тога повукли у брда. Шпанци су 1537, после њиховог повлачења, коначно могли да обнове утврђени град Сан Мигел.

### Шпанска владавина
Током шпанске владавине Салвадор је био део Генералне капетаније Гватемале, познате као Краљевина Гватемала (шп. Reino de Guatemala), створене 1609. као административна јединица Нове Шпаније. Подручјем Салвадора управљао је градоначелник Сонсонате, док је у Сан Салвадору 1786. оформљена интендансија.
Крајем 1811. бројни унутрашњи и спољни фактори подстакли су средњоамеричку елиту у покушају отцепљења од шпанске круне. Најважнији унутрашњи разлог била је жеља локалних елита да владају без уплитања шпанских власти, и дугогодишње аспирације Креола за независношћу. Најзначајнији спољни чиниоци који су подстакли индепендистички покрет биле су Француска и Америчка револуција крајем 18. века, и слабљење војне моћи шпанске круне као последица Наполеонових ратова, због чега је Шпанији теже било да контролише своје колоније.
Новембра 1811. салвадорски свештеник Хосе Матијас Делгадо звонио је звонима цркве Иглесија ла Мерсед (шп. Iglesia La Merced) у Сан Салвадору, позивајући на побуну и покрећући покрет за независност. Ова побуна је сузбијена а добар део вођа је ухапшен и осуђен на робију. Друга побуна је покренута 1814. и поново је угушена.

### Независност
Након немира у Гватемали 1821, шпанске власти су капитулирале и потписале Акт о независности Средње Америке, којим је Генерална капетаније Гватемале (састављене од данашњих држава Гватемале, Салвадора, Хондураса, Никарагве и Костарике и мексичке савезне државе Чијапас) ослобођена шпанске власти и проглашена је њена независност. Салвадор се 1821. придружио Костарики, Гватемали, Хондурасу и Никарагви у савезу названом Федерална Република Средња Америка.
Почетком 1822, власти новоформираних средњоамеричких провинција, окупљене у граду Гватемали, гласале су за приступање тек успостављеном Првом мексичком царству на чијем челу је био Агустин де Итурбиде. Салвадор се успротивио, инсистирајући на аутономији за средњоамеричке државе. Један одред мексичке војске умарширао је у Сан Салвадор и сузбио дисиденте, али је након свргавања Итурбида 19. марта 1823, војска враћена у Мексико. Убрзо затим, провинцијске власт опозвале су одлуку о придруживању Мексику и решиле да оформе унију пет преосталих провинција (Чијапас се придружио Мексику).
После распуштања Федералне Републике Средње Америке 1841, Салвадор је био самосталан све до 1896. када је са Хондурасом и Никарагвом створио Велику Републику Средње Америке, која је распуштена 1898. године.
У другој половини 19. века, привреда Салвадора заснивала се на узгоју кафе. Нестанком тражње на светском тржишту за индигом, привреда би јачала или слабила у зависности од цене кафе. Огромна добит остваривана на узгоју кафе као монокултуре довела је до концентрације обрадивог земљишта у рукама олигархије или неколико породица. Све председнике Салвадора током овог раздобља постављала је олигархија а развој инфраструктуре био је усмерен ка подстицању производње и извоза кафе.

### 20. век
Рафаела Антонија Гутијереза је 1898. са власти свргнула војска предвођена генералом Томасом Регаладом, који је на месту председника био до 1903. године. Он је оживео праксу одређивања политичких наследника која је трајала све до избора Артура Арауха за председника 1930. на првим изборима за које се сматра да су били слободни и поштени. Међутим, његову владу су након само девет месеци оборили нижи војни официри предвођени генералом Максимилијаном Ернандезом Мартинезом, који су оптужили Араухову Радничку партију за недостатак искуства у вођењу државничких послова и за неефикасан рад министарстава. Артуро Араухо се суочио општим незадовољством народа с обзиром да су очекиване економске реформе и прерасподела земљишта. Његов потпредседник и министар рата био је генерал Максимилијано Ернандез Мартинез.
Пучисти су формирали ултраконзервативну и ауторитарну владу. Иза њих је стајао богати антикомунистички банкар Родолфо Дуке. Као једини кандидат генерал Мартинез је победио на изборима одржаним 1934. године. Владао је од 1935. до 1939, и од 1939. до 1943. године. Почео је и четврти мандат 1944. али је поднео оставку у мају исте године након што је избио генерални штрајк.
Током владавине Мартинеза власт се брутално обрачунала са сељацима. Најпознатији догађај догодио се у фебруару 1932. када је избио устанак салвадорских сељака. Устанак су предводили Фарабундо Марти и Абел Куенка, заједно са студентима Алфонсом Луном и Мариом Запатом. Они су заробљени пре планиране побуне а само је Куенка успео да преживи, остале побуњенике власти су погубиле. Након заробљавања вођа покрета, побуна која је избила била је стихијска, што је довело до масакра које су спровеле владине снаге. Десетине хиљада сељака је побијено по налогу председника Мартинеза.
Током историје, висока густина становништва у Салвадору била је разлог за стварање напетости са суседним Хондурасом, с обзиром да су се салвадорски беземљаши исељавали у ређе насељени Хондурас и заузимали необрађене парцеле. Овај феномен је био главни узрок такозваног Фудбалског рата између две земље.

### Грађански рат
Након војног пуча у октобру 1979, на власт је дошла војна хунта. Она је национализовала више приватних предузећа као и добар део обрадивог земљишта.
Избијању грађанског рата значајно је допринело политичко насеље присутно у Салвадору током седамдесетих година 20. века. Грађански рат од 1980. до 1992. био је војни сукоб, који се може дефинисати као рат ниског интензитета, током ког је убијено или нестало више од 75.000 људи.
Узроци грађанског рата могу се наћи у паду цене кафе на светском тржишту, као и сталних изборних крађа и незадовољства народа владавином војне хунте. Такође, рату су допринела и убиства надбискупа Сан Салвадора Оскара Арнулфа Ромера и фратра Косме Спесото Замунера, оба су се догодила 1980.
Сукоби су окончани 16. јануара 1992. потписивањем мировног споразума између Националног ослободилачког покрета Фарабундо Марти (FMLN), који је чинило пет левичарских група, и десничарске владе предвођене Алфредом Кристијанијем из Националне републиканске алијансе (ARENA).

### Постратно раздобље
Од 1989. до 2004. на председничким изборима побеђивали су кандидати Националне републиканске алијансе: Алфредо Кристијани, Армандо Калдерон Сол, Франсиско Флорес Перез, Антонио Сака, да би на изборима 2009. за председника био изабран Маурисио Фунес испред политичког крила Националног ослободилачког фронта Фарабундо Марти.
Привредне реформе од почетка деведесетих година 20. века допринеле су побољшању квалитета живота, диверсификацији извоза, и приступу међународним финансијским тржиштима. Велики проблем за инвестирање представља веома висока стопа криминала.
Почетком трећег миленијума салвадорска влада је формирала Министарство животне средине и природних ресурса с циљем спречавања последица климатских промена.
На изборима одржаним 9. марта 2014. поново је изабран кандидат FMLN-а, Салвадор Санчез Серен, бивши герилски командант, док је Оскар Ортиз постао потпредседник.
У октобру 2017, суд у Салвадору пресудио је да су се бивши председник Фунес и један од његових синова незаконито обогатили. Фунес је тражио азил у Никарагви 2016.
Септембра 2018. године, бивши председник земље Сача осуђен је на 10 година затвора након што се изјаснио кривим за преусмеравање више од 300 милиона америчких долара државних фондова у сопствене послове и на трећа лица.
Најиб Букеле је 1. јуна 2019. постао нови председник Салвадора. Букеле је био победник председничких избора у фебруару 2019 . Он је представљао ГАНА-у, пошто му је ускраћено учешће у новоформираној партији Нуевас Идеас. АРЕНА и ФМЛН, две главне странке у Ел Салвадору, доминирале су политиком у Салвадору у последње три деценије.
Према извештају Међународне кризне групе (ИЦГ) 2020, стопа убистава, убистава у Салвадору је опала за чак 60 одсто откако је Букеле постао председник у јуну 2019. Разлог је могао бити договор о ненападању између делова владе и банди.
Странка Нуевас Идеас (НИ), коју је основао Букеле, са својим савезником (ГАНА) освојила је око 63% гласова на парламентарним изборима у фебруару 2021. године. Његова странка и савезници освојили су 61 место, знатно више од жељене већине од 56 места у парламенту од 84 места, што је омогућило неоспорне одлуке на законодавном нивоу. Велика већина дозвољава партији председника Букелеа да именује чланове правосуђа и доноси законе са мало или без противљења, на пример, за уклањање ограничења председничког мандата. Дана 8. јуна 2021. године, на иницијативу председника Букелеа, провладини посланици у Законодавној скупштини изгласали су закон да биткоин постао легално средство плаћања у земљи. У септембру 2021. године, Врховни суд Ел Салвадора одлучио је да дозволи Букелеу да се кандидује за други мандат 2024. године, упркос чињеници да устав забрањује председнику да обавља два узастопна мандата. Одлуку су организовале судије које је у суд именовао Букеле.
Салвадор је 25. фебруара 2021. постао прва централноамеричка земља којој је СЗО доделио сертификат за елиминацију маларије.
У јануару 2022. Међународни монетарни фонд (ММФ) је позвао Ел Салвадор да поништи своју одлуку да криптовалуте постане легално средство плаћања. Биткоин је брзо изгубио око половину своје вредности, што је значило економске потешкоће и, од маја 2022. године, са државним обвезницама које се трговало по 40% њихове првобитне вредности, изгледи за неизвршење суверенитета. Букеле је још у јануару 2022. најавио планове за изградњу "Битцоин града" у подножју вулкана у Ел Салвадору.
Влада Салвадора је 2022. године покренула масовну борбу против криминалних банди и насиља везаног за банде. Ванредно стање је проглашено 27. марта. Продужен је 20. јула. Ухапшено је више од 53.000 осумњичених чланова банде, што је довело до највећег броја затвореника у свету.

## Влада и политика
Устав из 1983. године највиши је законски орган у земљи. Салвадор има демократску и представничку владу, чија су три тела:
1. Извршни огран, на челу са председником Републике, који се бира непосредним гласањем и остаје на функцији пет година без поновног избора, али може бити изабран након истека једног изборног периода. Председник има Кабинет министара кога именује, а такође је и врховни командант оружаних снага.
2. Законодавни огран, назван Законодавна скупштина Салвадора (једнодомни), који се састоји од 84 посланика.
3. Правосуђе, на чијем је челу Врховни суд, који се састоји од 15 судија, од којих је један изабран за председника правосуђа.

Политички оквир Салвадора је председничка демократска република са мултиформним, вишестраначким системом. Председник, тренутно Наиб Букеле, истовремено је шеф државе и шеф владе. Извршну власт врши влада. Законодавна власт припада и влади и Законодавној скупштини. Земља такође има независно судство и Врховни суд.

### Политика
Салвадор има вишестраначки систем. Две политичке странке, Националистички републикански савез (АРЕНА) и Национално ослободилачки фронт Фарабундо Марти (ФМЛН), углавном доминирају на изборима. Кандидати за АРЕНУ победили су на четири узастопна председничка избора до избора Маурисија Фунеса из ФМЛН-а у марту 2009. Странка ФМЛН је левичарска у идеологији и подељена је између доминантне марксистичко-лењинистичке фракције у законодавном телу и социјално-либералног крила предвођеног председником Фунесом. Међутим, двостраначка доминација је прекинута након што је Наиб Букеле, кандидат Нуевас Идеас-а, победио на председничким изборима у Салвадору 2019. године.
Географски гледано, одељења Централног региона, посебно главног града и приобалних региона, позната као департаментос рохос, или црвена одељења, релативно су левичарска. Департаментос азулес, или плави департмани у источном, западном и брдском региону су релативно конзервативни. Победник председничких избора 2014. Салвадор Санчез Серен припада странци ФМЛН. На изборима за градоначелнике и чланове Народне скупштине 2015. године АРЕНА је изгледа постала победник уз строгу контролу Народне скупштине.

#### Спољни послови
Салвадор је члан Уједињених нација и неколико његових специјализованих агенција, укључујући Организацију америчких држава, Централноамерички парламент и Централноамерички систем интеграције. Активно учествује у Централноамеричкој комисији за безбедност, која настоји да промовише регионалну контролу наоружања. Салвадор је члан Светске трговинске организације и спроводи регионалне споразуме о слободној трговини. Активни учесник процеса Самита Америка, Салвадор председава радном групом за приступ тржишту у оквиру иницијативе Слободна трговина Америка.
У новембру 1950. Салвадор је помогао новооснованом 14. Далај Лами подржавајући телеграм министра владе тибетанске владе тражећи апел пред Генералном скупштином Уједињених нација да заустави инвазију Народне ослободилачке војске комунистичке Кине на Тибет. „Само је мала држава Салвадор пристала да спонзорише молбу Тибета.“ „У УН нико није био спреман да устане поред Салвадора. Остале државе имале су превладавајуће личне интересе, што им је онемогућавало да подржати покушај Сан Салвадора да изведе инвазију пред Генералном скупштином.“ Без подршке других земаља,„ УН су једногласно избациле тибетански захтев са свог дневног реда."
Салвадор има војску, ваздухопловство и скромну морнарицу. У оружаним снагама укупно има око 17.000 припадника. 2017. године Салвадор је потписао уговор УН-а о забрани нуклеарног оружја.

## Становништво
Становништво Салвадора је 2018. било 6.420.746, у поређењу са 2.200.000 1950. Године 2010. проценат становништва млађег од 15 година био је 32,1%, 61% је било између 15 и 65 година, док је 6,9% имали 65 година или више. Главни град Сан Салвадор има око 2,1 милиона становника. Процењује се да 42% становништва Салвадора живи у руралним областима. Урбанизација се феноменалном брзином проширила у Салвадору од 1960-их, милиони се преселили у градове и створили повезане проблеме за урбано планирање и услуге.
У Салвадору живи до 100.000 Никарагванаца.

#### Етничке групе
Становништво Салвадора чине мешовите расе, као и људи аутохтоног, европског или афро-наследничког порекла међу мањим дијаспорама средњих и далеких источних група. Осамдесет и шест посто Салвадоранаца идентификује се са претком местица. 12,7% Салвадоранаца изјашњава се као белци, углавном етнички Шпанци, док има и Салвадоранаца француског, немачког, швајцарског, енглеског, ирског и италијанског порекла.
Већина Салвадоранаца шпанског порекла поседује медитеранске одлике: маслинасту кожу и тамну косу и очи (црне или тамно смеђе). Већина средњоевропских имиграната у Салвадору стигла је током Другог светског рата као избеглице из Чешке, Немачке, Мађарске, Пољске и Швајцарске. Такође постоје мале заједнице Јевреја, палестинских хришћана и арапских муслимана (посебно Палестинаца).

#### Језици
Кастиљски, познат и као шпански, службени је језик и њиме говоре готово сви становници, мада неки староседеоци говоре и свој матерњи језик, као што су Нават и Покомам. К'ечи говоре имигранти гватемалског и белижанског аутохтоног становништва који живе у Салвадору.

#### Религија
Већина становништва у Салвадору је хришћанска. Римокатолици (47%) и протестанти (33%) су две главне верске групе у земљи, а Католичка црква је највећа деноминација. Они који нису повезани са било којом верском групом чине 17% становништва. Преостали део становништва (3%) чине Јеховини сведоци, Харе Кришне, муслимани, Јевреји, будисти, свеци последњих дана и они који се придржавају аутохтоних верских веровања. Број евангелиста у земљи брзо расте. Оскар Ромеро, први салвадорски светац, папа Фрањо прогласио је светим 14. октобра 2018. године.

#### Образовање
Јавном образовном систему у Салвадору озбиљно недостају ресурси. Величина одељења у државним школама може бити и до 50 деце по учионици. Салвадорци који могу себи приуштити трошкове често одаберу да децу пошаљу у приватне школе, за које се сматра да су квалитетније од јавних школа. Већина приватних школа следи америчке, европске или друге напредне системе. Породице са нижим приходима присиљене су да се ослањају на јавно образовање.
Образовање у Салвадору је бесплатно кроз средњу школу. Након девет година основног образовања (основна – средња школа), ученици имају могућност двогодишње средње или трогодишње средње школе. Двогодишња средња школа припрема ученика за прелазак на универзитет. Трогодишња средња школа омогућава студенту да дипломира и уђе у радну снагу у професионалној каријери, или да се пребаци на универзитет да би даље школовао у изабраној области.
Универзитети у Салвадору укључују централну јавну институцију, Универзитет Салвадор и многи други специјализовани приватни универзитети.

### Криминал
Од почетка двадесет првог века, Салвадор је искусио високу стопу криминала, укључујући злочине повезане са бандама и малолетничку делинквенцију. Салвадор је имао највећу стопу убистава на свету 2012. године, али је доживео нагли пад 2019. године с новом центристичком владом на власти. Такође се сматра епицентром банде, заједно са Гватемалом и Хондурасом.
Као одговор на ово, влада је успоставила безброј програма којима покушава да одврати младе од чланства у банде; до сада њени напори нису дали брзе резултате. Један од владиних програма била је реформа банде под називом „Super Mano Dura“. Супер Мано Дура је имала мало успеха и Уједињене нације су је критиковале. Привремени успех доживела је 2004. године, али је пораст криминала порастао након 2005. године. У 2004. је било 41  убиство на 100.000 грађана, а 60% извршених убистава било је повезано са бандом. У 2012. години стопа убистава повећала се на 66 на 100.000 становника, троструко више од Мексика.
Од марта 2012. године, Салвадор је забележио пад криминала од 40% због онога што је салвадорска влада назвала примирјем банди; међутим, изнуда која утиче на мала предузећа се не узима у обзир. Почетком 2012. било је у просеку 16 убистава дневно; крајем марта те године тај број је пао на мање од 5 дневно. 14. априла 2012. године, први пут после више од 3 године, у Салвадору није било убистава. Укупно је у јануару 2012. било 411 убистава, а у марту је тај број износио 188, што је више од 40%, док је криминал у суседном Хондурасу порастао на максимум свих времена. У 2014. години, криминал је порастао за 56% у Салвадору, а влада је приписала пораст прекиду примирја између две велике банде у Салвадору, које су започеле ратове са земљом.
Тренутно је покренут програм Алто ал Кримен или Крајм Стоперс који пружа финансијске награде за информације које воде ка заузимању вође банде. Награда се често креће између 100 и 500 америчких долара по позиву.

### Људска права
Амнести интернешенел је скренуо пажњу на неколико хапшења полицајаца због противправних полицијских убистава. Остала питања која приваче пажњу Амнести интернешенела укључују: нестанак деце, неуспех органа за спровођење закона да на одговарајући начин истраже и кривично гоне злочине над женама, и незаконит рад организованог рада.
Абортус је забрањен, без изузетака за силовање, инцест или претњу по живот мајке; као резултат тога, 180 жена је затворено у последње две деценије, неке и до 30 година. Дискриминација ЛГБТ+ особа у Салвадору је веома распрострањена. Према истраживању истраживачког центра Пев из 2013. године, 62% Салвадораца верује да хомосексуалност не би требало да буде прихваћена у друштву.

## Привреда
Привреду Салвадора повремено спутавају природне катастрофе попут земљотреса и урагана, владине политике које налажу велике економске субвенције и званична корупција. Субвенције су постале такав проблем да је у априлу 2012. године Међународни монетарни фонд суспендовао зајам од 750 милиона долара централној влади. Шеф кабинета председника Фунеса, Алекс Сеговија, признао је да је економија на „тачки колапса“.
Дуго је био изазов у Салвадору развити нове секторе раста за диверсификованију економију. У прошлости је земља производила злато и сребро, али недавни покушаји поновног отварања рударског сектора, за који се очекивало да дода стотине милиона долара локалној економији, пропали су након што је председник СаКа зауставио операције једној компанији. Ипак, према Централноамеричком институту за фискалне студије, допринос рударства метала био је минус 0,3% БДП-а земље између 2010. и 2015. Сакина одлука, иако јој нису недостајали политички мотиви, имала је снажну подршку локалних становника и локалних покрета у земљи. Председник Фунес је касније одбио захтев компаније за даљу дозволу заснован на ризику од загађења цијанидом на једној од главних река у земљи.
Салвадор је 2006. године прва земља која је ратификовала Споразум о слободној трговини између Централне Америке и Доминиканске Републике (ЦАФТА) - о којем су пет држава Централне Америке и Доминиканске Републике преговарале - са Сједињеним Државама. ЦАФТА захтева да влада Салвадора усвоји политике које подстичу слободну трговину. ЦАФТА је појачала извоз прерађене хране, шећера и етанола и подржала улагања у сектор одеће, који се суочио са азијском конкуренцијом истеком Аранжмана са више влакана 2005. године. У очекивању пада конкурентности сектора одеће, претходна администрација настојали да диверзификују економију промовисањем земље као регионалног дистрибутивног и логистичког чворишта и промовисањем туристичких инвестиција путем пореских подстицаја.

#### Туризам
Процењено је да је Салвадор 2014. посетило 1.394.000 међународних туриста. Туризам је допринео 855,5 милиона америчких долара БДП-у Салвадора у 2013. години. То је представљало 3,5% укупног БДП-а. Туризам је директно подржао 80.500 радних места у 2013. То је представљало 3,1% укупне запослености у Салвадору. У 2013. години туризам је индиректно подржао 210.000 радних места, што представља 8,1% укупне запослености у Салвадору.
Сурфовање је сектор природног туризма који је стекао популарност последњих година пошто су салвадорске плаже постајале све популарније. Сурфери посећују многе плаже на обали Ла Либертад и источном крају Салвадора. Коришћење америчког долара као салвадорске валуте и директни летови од 4 до 6 сати из већине градова Сједињених Држава фактори су који привлаче америчке туристе. Урбанизација и американизација салвадорске културе довела је до обиља тржних центара, продавница и ресторана у америчком стилу у три главна урбана подручја, посебно у већем Сан Салвадору.

#### Инфраструктура
Ниво приступа водоснабдевању и санитарним условима је знатно повећан. Студија коју је 2015. године спровео Универзитет Северне Каролине назвао је Салвадор државом која је постигла највећи напредак на свету у погледу повећаног приступа водоснабдевању и санитарним условима и смањења неједнакости у приступу између урбаних и руралних подручја. Међутим, водни ресурси су озбиљно загађени и велики део отпадних вода испушта се у животну средину без икаквог третмана. Институционално је једна јавна институција дефакто задужена за утврђивање секторске политике и као главни пружалац услуга. Покушаји реформе и модернизације сектора путем нових закона нису уродили плодом током последњих 20 година.
Аеродром који служи за међународне летове у Салвадору је Међународни аеродром Монсенор Арнулфо Ромеро. Овај аеродром се налази око 40 km (25 mi) југоисточно од Сан Салвадора.

## Култура
Повлачећи се из аутохтоних, колонијалних шпанских и афричких утицаја, сложено становништво је настало као резултат мешовитих бракова између староседелаца, европских насељеника и поробљених Африканаца. Католичка црква игра важну улогу у салвадорској култури. Надбискуп Ромеро национални је херој за своју улогу у борби против кршења људских права која су се дешавала уочи Салвадорског грађанског рата. Значајне стране личности у Салвадору били су језуитски свештеници и професори Игнацио Елакурија, Игнацио Мартин-Баро и Сегундо Монтес, које је салвадорска војска убила 1989. током јека грађанског рата.
Сликарство, керамика и текстил су главни ручни уметнички медији. Писци Франциско Гавидија, Саларуе (Салвадор Салазар Аруе), Клаудија Ларс, Алфредо Еспино, Педро Геофрој Ривас, Манлио Аргуета, Хосе Роберто Кеа и песник Рокве Далтон су значајни писци из Салвадора. Међу значајне личности 20. века спадају покојни режисер Балтасар Полио, женска филмска режисерка Патрициа Чика, уметник Фернандо Лорт и карикатуриста Тоно Салазар.

#### Музика
Музика Салвадора има комбинацију утицаја Ленче, Маја, Какаопере, Пипила и Шпаније. Ова музика укључује верске песме (углавном се користе за прославу Божића и других празника, посебно светковина). Уобичајене су сатиричне и сеоске лирске теме. Кубанска, колумбијска и мексичка музика инфилтрирала се у земљу, посебно салса и кумбија. Популарна музика у Салвадору користи ксилофон, флауте, бубњеве, стругалице и тикве, као и новије гитаре и друге инструменте. Познати народни плес Салвадора познат је као Ксук. Остали музички репертоар чине данза, пасиљо, марча и кансионес.

#### Висеће мреже
Салвадор је култивисана земља у висећој мрежи, и велики произвођач и извозник висећих мрежа. Долина у којој седи Сан Салвадор названа је „Долина висећих мрежа“, јер су староседеоци Америке користили висеће мреже за одбијање сталних земљотреса. Касније су колонизујући Шпанци тај термин користили као алузију на земљотресе који су непрестано љуљали долину у којој је град Сан Салвадор, попут висеће мреже. Висеће мреже су велики део салвадорске културе и често се користе за поподневне дремке. Висеће мреже љуљају се на вратима, унутар дневних соба, на тремовима, у двориштима на отвореном и са дрвећа.

#### Кухиња
Једно од запажених јела Салвадора је пупуса. Пупусас су ручно рађене кукурузне тортиље (направљене од маса де маиз или маса де ароз, теста од кукуруза или пиринчаног брашна које се користи у латиноамеричкој кухињи) пуњене са: сир (обично мекани салвадорски сир попут кесиле, сличан моцарели), чичцарон или препржени пасуљ. Понекад је пуњење queso con loroco (сир у комбинацији са лороком, пупољком цвећа винове лозе пореклом из Централне Америке). Пупусас ревуелтас су пупусас пуњене пасуљем, сиром и свињетином. Постоје и вегетаријанске опције. Неки ресторани нуде чак и пупусе пуњене шкампима или спанаћем.
Друга два типична салвадорска јела су јука фрита и панес кон поло. Јука фрита је дубоко пржени корен маниоке сервиран уз куртидо (прелив од киселог купуса, лука и шаргарепе) и свињске коже са пескадитасом (пржене бебе сардине). Јука се понекад служи кувана уместо пржена. Пан кон поло / паво (хлеб са пилетином / ћуретином) су топли сендвичи пуњени са ћуретином или пилетином. Птица се маринира, а затим пече са зачинима. Овај сендвич се традиционално служи са парадајзом и поточарком, заједно са краставцем, луком, зеленом салатом, мајонезом и сенфом.
Популарно пиће у којем Салвадорци уживају је хорчата. Хорчата се најчешће прави од семена мора млевеног у прах и додато је млеку или води и шећеру. Хорчата се пије током целе године и може се пити у било које доба дана. Углавном га прати тањир пупуса или пржене јуке. Хорчата из Салвадора има врло препознатљив укус и не сме се мешати са мексичком хорчатом која је на бази пиринча. Кафа је такође уобичајени јутарњи напитак. Друга популарна пића у Салвадору укључују енсаладу, пиће од исецканог воћа у воденом соку и колачампан, газирано пиће са укусом шећерне трске.

#### Спорт
Фудбал је најпопуларнији спорт у Салвадору. Фудбалска репрезентација Салвадора квалификовала се за ФИФА-ин светски куп 1970. и 1982. Њихове квалификације за турнир 1970. године нарушио је Фудбалски рат, рат против Хондураса, чији је тим Салвадор поразио. Фудбалска репрезентација игра на стадиону Естадио Кускатлан у Сан Салвадору. Отворен је 1976. године и има 53.400 места, што га чини највећим стадионом у Централној Америци и на Карибима.

### Највећи градови
| Сан Салвадор Санта Ана Сојапанго Сан Мигел | 1.  | Сан Салвадор  | Сан Салвадор | 540.989 | Санта Текла Мехиканос Апопа |
| Сан Салвадор Санта Ана Сојапанго Сан Мигел | 2.  | Санта Ана     | Санта Ана    | 245.421 | Санта Текла Мехиканос Апопа |
| Сан Салвадор Санта Ана Сојапанго Сан Мигел | 3.  | Сојапанго     | Сан Салвадор | 241.403 | Санта Текла Мехиканос Апопа |
| Сан Салвадор Санта Ана Сојапанго Сан Мигел | 4.  | Сан Мигел     | Сан Мигел    | 218.410 | Санта Текла Мехиканос Апопа |
| Сан Салвадор Санта Ана Сојапанго Сан Мигел | 5.  | Санта Текла   | Ла Либертад  | 164.171 | Санта Текла Мехиканос Апопа |
| Сан Салвадор Санта Ана Сојапанго Сан Мигел | 6.  | Мехиканос     | Сан Салвадор | 140.751 | Санта Текла Мехиканос Апопа |
| Сан Салвадор Санта Ана Сојапанго Сан Мигел | 7.  | Апопа         | Сан Салвадор | 131.286 | Санта Текла Мехиканос Апопа |
| Сан Салвадор Санта Ана Сојапанго Сан Мигел | 8.  | Делгадо       | Сан Салвадор | 120.200 | Санта Текла Мехиканос Апопа |
| Сан Салвадор Санта Ана Сојапанго Сан Мигел | 9.  | Авачапан      | Авачапан     | 110.511 | Санта Текла Мехиканос Апопа |
| Сан Салвадор Санта Ана Сојапанго Сан Мигел | 10. | Илопанго      | Сан Салвадор | 103.862 | Санта Текла Мехиканос Апопа |
| Сан Салвадор Санта Ана Сојапанго Сан Мигел | 11. | Колон         | Ла Либертад  | 96.989  | Санта Текла Мехиканос Апопа |
| Сан Салвадор Санта Ана Сојапанго Сан Мигел | 12. | Тонакатепекве | Сан Салвадор | 90.896  | Санта Текла Мехиканос Апопа |
| Сан Салвадор Санта Ана Сојапанго Сан Мигел | 13. | Опико         | Ла Либертад  | 74.280  | Санта Текла Мехиканос Апопа |
| Сан Салвадор Санта Ана Сојапанго Сан Мигел | 14. | Чалчуапа      | Санта Ана    | 74.038  | Санта Текла Мехиканос Апопа |
| Сан Салвадор Санта Ана Сојапанго Сан Мигел | 15. | Усулутан      | Усулутан     | 73.064  | Санта Текла Мехиканос Апопа |
| Сан Салвадор Санта Ана Сојапанго Сан Мигел | 16. | Сан Мартин    | Сан Салвадор | 72.758  | Санта Текла Мехиканос Апопа |
| Сан Салвадор Санта Ана Сојапанго Сан Мигел | 17. | Сонсонате     | Сонсонате    | 71.541  | Санта Текла Мехиканос Апопа |
| Сан Салвадор Санта Ана Сојапанго Сан Мигел | 18. | Изалко        | Сонсонате    | 70.959  | Санта Текла Мехиканос Апопа |
| Сан Салвадор Санта Ана Сојапанго Сан Мигел | 19. | Кускатансинго | Сан Салвадор | 66.400  | Санта Текла Мехиканос Апопа |
| Сан Салвадор Санта Ана Сојапанго Сан Мигел | 20. | Метапан       | Санта Ана    | 65.826  | Санта Текла Мехиканос Апопа |

## Административна подела
Салвадор је подељен на 14 департмана (одељења), који су заузврат подељени у 262 општине (општине).
Имена одељења и главни градови за 14 салвадорских департмана:
1. Западни Салвадор: Ahuachapán (Ahuachapán), Santa Ana (Santa Ana), Sonsonate (Sonsonate)
2. Централни Салвадор: La Libertad (Santa Tecla), Chalatenango (Chalatenango), Cuscatlán (Cojutepeque), San Salvador (San Salvador), La Paz (Zacatecoluca), Cabañas (Sensuntepeque), San Vicente (San Vicente)
3. Источни Салвадор: Usulután (Usulután), San Miguel (San Miguel), Morazán (San Francisco Gotera), La Unión (La Unión)